# De película Tour
De Película Tour es la decimoprimera gira musical de la cantante mexicana Gloria Trevi, hecha para promover su noveno álbum de estudio De película. La gira comenzó el 7 de febrero de 2014 en McAllen, Hidalgo, Estados Unidos. Durante el tour por Estados Unidos, la televisora Telemundo consiguió convencer a la cantante de grabar su primer Reality Show titulado "Sin filtros y sin complejos". En él se podrá apreciar la vida de Gloria durante y fuera del tour, la grabación de su próximo disco y los desafíos que vive día a día como sus conflictos legales.

## Antecedentes
En noviembre de 2013, Trevi anunció a los medios de comunicación, aún durante gira Agárrate, que ya se encontraba planeando su próxima gira, agregando «Mi cabeza no deja de trabajar, aunque quiera. Desde ahorita ya estoy planeando todo lo que viene y este nuevo tour será totalmente De película. Va a ser muy visual, muy increíble». El 4 de febrero de 2014 se anunció oficialmente, aunque algunas fechas habían sido reveladas previamente, que el primer concierto del tour sería en McAllen, Texas. Durante una rueda de prensa el centro de Los Ángeles comentó:

«Me encanta estar ahorita trabajando en este sueño que se está convirtiendo en realidad porque estoy en control de todo. Entonces, si les gusta, que bonito, si no les gusta, voy a asumir las consecuencias».
Gloria Trevi sobre su nueva gira musical.

Además, durante la conferencia de prensa que otorgó en el Teatro Nokia L.A. Live de Los Ángeles, la cantante adelantó que en los conciertos de su gira "De película Tour" se presentará como una boletera y su espectáculo tendrá varias secciones fílmicas de tono románticas o de terror como en el cine.

## Sinopsis del concierto
Gloria por primera vez asume total control creativo de su show, en el cual se muestra una Gloria Trevi consolidada, segura de sí misma y de sus decisiones artísticas. El concierto está diseñado en forma de un teatro de cine, donde las canciones se interpretan de acuerdo a un género. La Trevi posee una rica variedad de videos y otros efectos visuales que acompañan a cada una de sus interpretaciones. Posiblemente sea la gira con mayor producción de la cantante, al tener 8 bailarines acompañándola. Existen, sin embargo, vídeos de fondo en algunas canciones que fueron utilizados en giras previas.
Se nota un cambio radical entre el estilo interpretativo de la cantante. Su reinvención va más allá de haber roto su propia marca del Pelo Suelto al cortarse el cabello. Decidida a cantar en inglés, a polemizar con la "sección porno" del show, a expresar sus ideas contra el machismo de manera radical (al emascular a sus bailarines en Todos Me Miran), a tener un contacto con el público previamente desconocido (al hacerle de prostituta), a hablar directamente de sus agresores y retarlos (Habla Blah Blah), a que sus canciones nuevas dominen el setlist, Gloria demuestra que en esta gira se ha reinventado así misma.Trevi ganó 5,500,000$ Por su gira en 74 shows , reportando una recaudación de 24 millones aproximadamente.

## Repertorio
| De Película Tour - Primera fase |
| --- |
| Setlist 1 Seccion Militar 1. Cinco minutos ...CAMBIO... 1. De película ...CAMBIO... Seccion Accion 1. Mujer maravilla 2. Siempre a mi 3. Singing in the Rain ...CAMBIO... Seccion Musicales 1. Zapatos viejos/Por qué tan triste 2. Con los ojos cerrados ...CAMBIO... 1. Gloria 2. Doctor psiquiatra ...CAMBIO... Sección Romance 1. El favor de la soledad 2. Vestida de azúcar 3. Sabes / Lo que una chica por amor es capaz 4. Popurrí Rancheras (Sufran con lo que yo gozo / No soy un pájaro / El ingrato / No me ames / Recostada en la cama/ autoerotica / pruebamelo) ...CAMBIO... Sección Porno 1. Me río de ti 2. La Papa sin Cátsup ...CAMBIO... Sección Drama 1. El recuento de los daños 2. Ese Hombre es malo 3. No querías lastimarme ...CAMBIO... Sección Terror 1. Psicofonía remix 2. Habla blah blah 3. Todos me miran ...CAMBIO... 1. Pelo Suelto 2. 20 segundos 3. En medio de la tempestad |

| De Película Tour - Segunda fase |
| --- |
| Setlist 2 - Seccion Militar 1. Cinco minutos ...CAMBIO... 1. De Película ...CAMBIO... - Sección "Acción" 1. Mujer maravilla 2. Siempre a mi 3. Singing in the Rain ...CAMBIO... - Sección "Musicales" 1. Zapatos viejos/Por qué tan triste 2. Papa sin cátsup 3. Con los ojos cerrados ...CAMBIO... 1. Gloria - Sección "Romántica" 1. Sabes 2. Lo que una Chica por Amor es Capaz 3. Vestida de azúcar 4. Autoerótica/Pruébamelo ...CAMBIO... - Sección "Porno" 1. Me río de ti 2. Ese Hombre es Malo ...CAMBIO... - Sección "Drama" 1. No querías lastimarme 2. El Recuento de los Daños ...CAMBIO... - Sección "Terror" 1. Psicofonía / Dr. Psiquiatra 2. Habla Blah Blah 3. Pelo Suelto 4. Todos me Miran ...CAMBIO... 1. El Favor de la Soledad 2. En medio de la tempestad 3. Mañana |

## Fechas
| Fecha                    | Ciudad           | País           | Local                                | Tipo / Observación |
| ------------------------ | ---------------- | -------------- | ------------------------------------ | ------------------ |
| América del Norte        |                  |                |                                      |                    |
| 7 de febrero de 2014     | McAllen          | Estados Unidos | State Farm Arena                     | Inicio del Tour.   |
| 8 de febrero de 2014     | Austin           | Estados Unidos | ACL Live                             |                    |
| 14 de febrero de 2014    | Dallas           | Estados Unidos | Verizon Theatre at Grand Prairie     |                    |
| 15 de febrero de 2014    | Houston          | Estados Unidos | Arena Theatre                        |                    |
| 27 de febrero de 2014    | Highland         | Estados Unidos | San Manuel Casino                    |                    |
| 28 de febrero de 2014    | Phoenix          | Estados Unidos | Celebrity Theatre                    |                    |
| 1 de marzo de 2014       | Indio            | Estados Unidos | Fantasy Springs Casino               |                    |
| 6 de marzo de 2014       | Lemoore          | Estados Unidos | Tachi Palace Hotel & Casino          |                    |
| 21 de marzo de 2014      | Denver           | Estados Unidos | Denver Mart                          |                    |
| 22 de marzo de 2014      | Chicago          | Estados Unidos | Aragon Entertainment Center          |                    |
| 23 de marzo de 2014      | Nueva York       | Estados Unidos | Stage 48                             |                    |
| 3 de abril de 2014       | El Paso          | Estados Unidos | County Coliseum                      |                    |
| 4 de abril de 2014       | Odessa           | Estados Unidos | La hacienda Event Center             |                    |
| 5 de abril de 2014       | Amarillo         | Estados Unidos | azteca Music Hall                    |                    |
| 6 de abril de 2014       | Corpus Christi   | Estados Unidos | American Bank Center                 |                    |
| 18 de abril de 2014      | Wenatchee        | Estados Unidos | Town Toyota Center                   |                    |
| 19 de abril de 2014      | Everett          | Estados Unidos | Comcast Arena                        |                    |
| 20 de abril de 2014      | Portland         | Estados Unidos | Roseland Theater                     |                    |
| 1 de mayo de 2014        | Reno             | Estados Unidos | Grand Sierra Resort                  |                    |
| 2 de mayo de 2014        | Salt Lake City   | Estados Unidos | Rockwell @ The Complex               |                    |
| 3 de mayo de 2014        | Tucson           | Estados Unidos | Desert Diamond Casino - Sahuarita    |                    |
| 4 de mayo de 2014        | Las Vegas        | Estados Unidos | Cannery Casino & Hotel               |                    |
| 22 de mayo de 2014       | Bakersfield      | Estados Unidos | Rabobank Theatre                     |                    |
| 23 de mayo de 2014       | Los Ángeles      | Estados Unidos | Nokia Theatre L.A. Live              |                    |
| 25 de mayo de 2014       | Laredo           | Estados Unidos | Laredo Energy Arena                  |                    |
| 30 de mayo de 2014       | Washington D. C. | Estados Unidos | Echostage                            |                    |
| 31 de mayo de 2014       | Miami            | Estados Unidos | The Fillmore                         |                    |
| América del Sur          |                  |                |                                      |                    |
| 25 de septiembre de 2014 | Lima             | Perú           | Jockey Club del Perú                 |                    |
| 26 de septiembre de 2014 | Arequipa         | Perú           | Explanada Mall Aventura Plaza        |                    |
| 28 de septiembre de 2014 | Santiago         | Chile          | Teatro Caupolicán                    |                    |
| América del Norte        |                  |                |                                      |                    |
| 18 de octubre de 2014    | Santa Bárbara    | Estados Unidos | The Arlington Theater                |                    |
| 19 de octubre de 2014    | Pico Rivera      | Estados Unidos | Pico Rivera Sport Arena              |                    |
| 1 de noviembre de 2014   | Reno             | Estados Unidos | Grand Sierra Resort                  |                    |
| 2 de noviembre de 2014   | Scottsdale       | Estados Unidos | Talking Stick Resort                 |                    |
| América del Sur          |                  |                |                                      |                    |
| 6 de noviembre de 2014   | La Paz           | Bolivia        | Teatro al Aire Libre                 |                    |
| 7 de noviembre de 2014   | Tarija           | Bolivia        | Teatro del pueblo                    |                    |
| América del Norte        |                  |                |                                      |                    |
| 4 de diciembre de 2014   | Springfield      | Estados Unidos | Cancelado                            |                    |
| 5 de diciembre de 2014   | Nueva York       | Estados Unidos | Nassau Coliseum                      |                    |
| 7 de diciembre de 2014   | Reading          | Estados Unidos | Santander Performing Arts Center     |                    |
| 23 de enero de 2015      | Ciudad de México | México         | Auditorio Nacional                   |                    |
| 24 de enero de 2015      | Ciudad de México | México         | Auditorio Nacional                   |                    |
| 29 de enero de 2015      | León             | México         | Palenque de la feria                 |                    |
| 31 de enero de 2015      | Monterrey        | México         | Arena Monterrey                      |                    |
| 13 de febrero de 2015    | Guadalajara      | México         | Auditorio Telmex                     |                    |
| 14 de febrero de 2015    | Morelia          | México         | Palacio del Arte                     |                    |
| 15 de febrero de 2015    | Veracruz         | México         | Macro Plaza del Malecón              |                    |
| 20 de febrero de 2015    | Ciudad de México | México         | Auditorio Nacional                   |                    |
| 21 de febrero de 2015    | Ciudad de México | México         | Auditorio Nacional                   |                    |
| 27 de febrero de 2015    | Querétaro        | México         | Auditorio Josefa Ortiz               |                    |
| 28 de febrero de 2015    | Puebla           | México         | Auditorio del CCU                    |                    |
| 1 de marzo de 2015       | Minatitlán       | México         | Carnaval de Minatitlán               |                    |
| 4 de marzo de 2015       | Tepic            | México         | Recinto Ferial                       |                    |
| América del Sur          |                  | México         |                                      |                    |
| 6 de marzo de 2015       | Guayaquil        | Ecuador        | Coliseo Cerrado Voltaire Paladines   |                    |
| 7 de marzo de 2015       | Quito            | Ecuador        | Coliseo General Rumiñahui            |                    |
| América del Norte        |                  |                |                                      |                    |
| 12 de marzo de 2015      | Torreón          | México         | Coliseo Centenario                   |                    |
| 14 de marzo de 2015      | Ciudad Victoria  | México         | Polyforum                            |                    |
| 20 de marzo de 2015      | Irapuato         | México         | Palenque de la feria                 |                    |
| 10 de abril de 2015      | Cuernavaca       | México         | Palenque de la feria                 |                    |
| 11 de abril de 2015      | Acapulco         | México         | Auditorio Fórum Acapulco             |                    |
| 1 de mayo de 2015        | Tampico          | México         | Expo Tampico                         |                    |
| 2 de mayo de 2015        | Aguscalientes    | México         | Palenque                             |                    |
| 5 de mayo de 2015        | Puebla           | México         | Foro artístico de la feria de puebla |                    |
| 13 de marzo de 2015      | Hidalgo          | Estados Unidos | Teatreo del pueblo                   |                    |
| 14 de mayo de 2015       | Monterrey        | México         | Domo Care Expo Guadalupe             |                    |
| 15 de mayo de 2015       | Monterrey        | México         | Domo Care Expo Guadalupe             |                    |
| 16 de mayo de 2015       | Metepec          | México         | Palenque                             |                    |
| 22 de mayo de 2015       | Cancún           | México         | Plaza De toros De Cancún             |                    |
| 23 de mayo de 2015       | Mérida           | México         | Coliseo Yucatán                      |                    |
| América del Sur          |                  |                |                                      |                    |
| 29 de mayo de 2015       | Caracas          | Venezuela      | Terraza C.C.C.T                      |                    |
| 30 de mayo de 2015       | Valencia         | Venezuela      | Estacionamiento Hotel Hesperia       |                    |
| América del Norte        |                  |                |                                      |                    |
| 4 de junio de 2015       | San Luis Potosí  | México         | Domo SLP                             |                    |
| 12 de junio de 2015      | Mexicali         | México         | Palenque de Mexicali                 |                    |
| 13 de junio de 2015      | Tijuana          | México         | Plaza Monumental las playas          |                    |
| 19 de junio de 2015      | Tuxtla           | México         | Polyforum                            | Final del Tour     |